# Citizen Kane – Die Hollywood-Legende
Citizen Kane – Die Hollywood-Legende (Originaltitel: RKO 281) aus dem Jahr 1999 ist ein biografisches Fernsehdrama über die Entstehung des Filmklassikers Citizen Kane des US-amerikanischen Regisseurs Orson Welles.
Der von HBO produzierte Fernsehfilm zeigt den Kampf des jungen Orson Welles (Liev Schreiber), RKO-Studio-Chef George Schaefer (Roy Scheider) und Drehbuchautor Herman Mankiewicz (John Malkovich) beim Dreh des größten amerikanischen Films aller Zeiten, Citizen Kane. Der amerikanisch-englische Originaltitel RKO 281 ist die Produktionsnummer von Citizen Kane.

## Handlung
Als ein berühmtes Jung-Genie, das in New York einen sensationellen Karrierestart mit seiner fiktiven Reportage Krieg der Welten feierte, wird Orson Welles auf das Thema für seinen ersten Film gebracht. Auf einer Abendgesellschaft am Hearst-Schloss hat er einen verbalen Streit mit dem Medien-Tycoon William Hearst (James Cromwell). Welles entschließt sich, einen Film über Hearst zu drehen. Es braucht einige Zeit, um Co-Schriftsteller Herman Mankiewicz und das Studio zu überzeugen, aber Welles bekommt schließlich das Drehbuch und grünes Licht, wobei das Filmthema vor der Presse streng geheim gehalten wird.
Als der Rohschnitt fertiggestellt ist, bekommt Hearst Wind von der Produktion und bemerkt, dass dieser Film eine wirklich wenig verschleierte und außergewöhnlich ungeschminkte Beschreibung seines Lebens darstellt. Hearst beginnt eine böswillige Kampagne, wobei er seine Macht und seinen Einfluss nutzt, um nicht nur die Aufführung des Filmes zu verhindern, sondern ihn auch völlig und endgültig zu zerstören.

## Kritik
Das Lexikon des internationalen Films urteilte, die Produktion sei ein „faszinierendes Biopic“. Der Film biete einen „durchaus engagierte[n] Einblick in die Mechanismen der Filmindustrie, der […] nicht ohne Klischees auskommt“. Es gelinge „jedoch […], die Größe eines Genies zu skizzieren“.

## Auszeichnungen
RKO 281 gewann im Jahr 2000 den Golden Globe Award in der Kategorie Beste Mini-Serie oder besten TV-Film. Bei den Emmy Awards wurde der Film in den Kategorien Beste Besetzung und Beste Filmmusik ausgezeichnet.